# Distrito de Vargas Guerra
El Distrito peruano de Vargas Guerra es uno de los 6 distritos de la Provincia de Ucayali, ubicada en el Departamento de Loreto, perteneciente a la Región Loreto, fue el primer puerto petrolero de la zona, llegando en una expedición el español Francisco de Orellana, razón por la cual su capital lleva dicho nombre Perú.
Desde el punto de vista jerárquico de la Iglesia católica forma parte del Vicariato Apostólico de Requena.

## Geografía humana
En este distrito de la Amazonia peruana habita la etnia Pano grupo Shipibo-Conibo autodenominado Joni'.